# Vestido de casamento de Grace Kelly
O vestido de casamento de Grace Kelly foi utilizado pela atriz norte-americana em seu matrimônio com o Rainier III, Príncipe de Mônaco no dia 19 de abril de 1956. Ele é citado como um dos vestidos de noiva mais bonitos, elegantes e mais lembrados de todos os tempos, e um dos mais famosos desde meados do século XX. Atualmente, o icônico vestido se encontra sob possessão do Museu de Arte da Filadélfia.

## Design
Designer
Devido à estreita amizade entre as duas, Edith Head assumiu que ela iria ser convidada para projetar o vestido de noiva. Porém, em vez disso, Helen Rose, figurinista no departamento de figurino da Metro-Goldwyn-Mayer (MGM), foi selecionada, e o vestido foi um presente à Kelly oferecido pelo estúdio MGM. Rose já havia ganhado o Óscar de melhor figurino. Ela trabalhou no vestido durante seis semanas junto a três dezenas de costureiras. Quando Helen recebeu a tarefa de desenhar e confeccionar o vestido de Kelly, ambas estavam muito ocupadas com eventos da alta sociedade. Elas, no entanto, encontram tempo para ter várias reuniões sobre vestido de noiva da futura princesa. De acordo com Rose, elas trocaram ideias de design, e usaram um dos vestidos de baile da alta sociedade, como o ponto de partida do projeto, embora a noiva pedira a adição de uma longa calda para a cerimônia religiosa. Princesa Grace disse, mais tarde: “Eu expliquei para Helen o tipo de desenho e visual que eu queria com saia gros de longre e blusa de renda, e, como de costume, ela veio com algo que ultrapassou em muito a minha imaginação e expectativa.”
Confecção
O vestido tinha gola alta, mangas compridas e saia volumosa. Foi confeccionado em tafetá de seda. O corpete e foi decorado com rosas de renda Valenciennes, e era remontado em fita sobre a rede de seda que havia sido re-bordada por duas costureiras que trabalharam nisso durante um mês. Milhares de pérolas foram adicionadas para acentuar os padrões da renda.
Segundo o historiador Stephen Englund, que teve acesso aos arquivos da MGM, o custo vestido foi de £ 4.500 (£ 36.000 atualmente) em materiais e de fabricação, não incluindo o salário de Helen Rose. MGM afirmou que foram utilizados 23 metros tafetá pesado, 23 metros de tafetá de seda, 91 metros de rede de seda e 274 metros de rendas, mas, ao terminar o vestido, foram utilizados apenas cerca de um quarto destes valores.
Véu e arranjo no cabelo
Grace decidiu quebrar a tradição e, ao invés da tiara habitual, optou por um arranjo tipo Juliet cap decorado com flores de laranjeira e um véu de aproximadamente 90 metros de comprimento. O véu circular foi bordado em pérolas e flores de laranjeira, além de ser coberto de apliques de renda, mas a maioria ficou pura, de modo que o rosto da princesa seria visível através dele.
Sapatos
Os sapatos eram da marca Evins, de Nova York, e foram desenhados por David Evins. Havia uma moeda de cobre embutida no sapato direito para dar sorte. A crença popular é que Grace usava sapatilhas para que ela não parecesse muito mais alta do que Rainier, estes sapatos realmente tem apenas cinco centímetros de salto.
Buquê
O bouquet de Kelly foi feito a partir de lírios do vale e as fitas tinham pequenos ramos ligados a eles. Ela deixou o buquê no altar da Catedral de São Nicolau após o casamento.

## Cultura popular
No ano de 2008, a exposição “Os Anos de Grace Kelly” trouxe uma réplica do vestido com uma cauda generosa com um véu coberto de margaridas. Em outro casamento real, o de príncipe William e Catherine Middleton, o vestido da noiva foi claramente inspirado no de Kelly. Ambos os vestidos compartilhavam de cintura alta, saia rodada, mangas compridas, gola alta e uma longa e dramática calda.
Em junho de 2011 a cantora israelita Maya Bouskilla casou-se com a “cópia perfeita” do vestido de Grace. No mês de agosto de 2013 foi ao ar na telenovela da Rede Globo Amor à Vida a cena do casamento da personagem Nicole (Marina Ruy Barbosa) com Thales (Ricardo Tozzi). O traje usado pela personagem na união fictícia foi inspirado no vestido de Grace e a estilista responsável pela criação foi Lethicia Bronstein. Foram utilizados cinco tipos de rendas francesas.